# Серон (Альмерія)
Серон (ісп. Serón) — муніципалітет в Іспанії, у складі автономної спільноти Андалусія, у провінції Альмерія. Населення — 2385 осіб (2010).
Муніципалітет розташований на відстані близько 360 км на південь від Мадрида, 55 км на північ від Альмерії.
На території муніципалітету розташовані такі населені пункти: (дані про населення за 2010 рік)
- Лос-Бревас: 17 осіб
- Лос-Мартенсес: 8 осіб
- Лос-Распахос: 16 осіб
- Ель-Вальє: 43 особи
- Лос-Ангостос: 80 осіб
- Лос-Клаверос: 95 осіб
- Лас-Іларіас: 7 осіб
- Лос-Сойлос: 135 осіб
- Ель-Кантаро: 4 особи
- Фаргалі: 0 осіб
- Фуенкальєнте-і-Калера: 36 осіб
- Лос-Хеас: 24 особи
- Ель-Раміль: 17 осіб
- Уелаго: 190 осіб
- Манака: 48 осіб
- Хаука: 75 осіб
- Ель-Реконко: 38 осіб
- Хорвіла: 0 осіб
- Лас-Менас: 3 особи
- Серон: 1549 осіб

## Демографія
Динаміка населення (INE ):